# 王國之心系列
王國之心系列（簡稱「KH」）是一款由史克威爾艾尼克斯（原为史克威尔）製作和發售的一系列跨界動作角色扮演遊戲，同時也是史克威爾艾尼克斯和華特迪士尼公司合作的作品，當中由史克威爾艾尼克斯的野村哲也擔任監督。
系列橫跨多個不同的遊戲平台。雖然系列在2002年才正式開始，跟同社的其他作品相比資歷尚淺，但在世界上廣受歡迎。截至2021年10月，王國之心系列的世界累計出貨數已達到3500萬份，相關週邊商品也有不錯的銷量，如原聲帶、角色模型、圖書等。史克威爾艾尼克斯於2005年，將本系列與勇者鬥惡龍系列、最終幻想系列並稱為公司的「三本柱」。
王國之心世界為一個虛構的平行宇宙，其中有不同迪士尼作品中的場景、人物和事件存在。系列角色的人聲配音部分，其中有很多即是採用迪士尼人物的官方配音員或演員，也有一些影視名人如哈利·喬·奧斯蒙、傑西·麥卡尼、希丹·彭尼蒂亞、克里斯多福·李、馬克·哈米爾和李奧納德·尼摩伊等參與。而最終幻想系列的角色也於遊戲中出現，並與玩家和其他角色進行接觸。故事圍繞著主角索拉尋找朋友的旅程，在歷險中與其他迪士尼或最終幻想角色相遇。
本系列的著作權並非由史克威爾艾尼克斯擁有，而是由華特迪士尼公司擁有。

## 遊戲
| 2002 | 王國之心                   |
| 2003 |                            |
| 2004 | 記憶之                     |
| 2005 | 王國之心 II                |
| 2006 |                            |
| 2007 | 記憶之鍊重制版               |
| 2008 | 編碼                       |
| 2009 | 358/2天                    |
| 2010 | 夢中降生                   |
| 2010 | 编码重制版                 |
| 2011 |                            |
| 2012 | 3D ［夢降深處］            |
| 2013 | 1.5 Remix                  |
| 2013 | χ                          |
| 2014 | 2.5 Remix                  |
| 2015 | Unchained χ                |
| 2016 |                            |
| 2017 | 2.8 Final Chapter Prologue |
| 2017 | 1.5 + 2.5 Remix            |
| 2018 |                            |
| 2019 | 王國之心 III               |
| 2020 | 黑暗之路                   |
| 2020 | 記憶旋律                   |
| 2021 |                            |
| 2022 |                            |
| 2023 |                            |
| 2024 |                            |
| 待定 | 王國之心 IV                |

### 系列作品

#### 《王國之心》
- 王國之心系列的首個遊戲，於2002年3月28日推出。[4][5]
- 這是野村哲也首次監督遊戲開發。王國之心介紹了一些系列的主角、確立故事的骨幹和解釋無心者的存在。這個遊戲也確立了迪士尼角色的設定，和一些最終幻想角色的登場。《王國之心》開始於2002年9月17日於北美發佈，[4][5] 和作出一些日本版本的修改。
  - 這個遊戲後來於 2002年12月26日以《王國之心Final Mix》的新名字再度發售於日本。[4][5] Final Mix包括一些北美版本的修改，如刪剪片段、增加角色和新武器。[6]

#### 《王國之心 記憶之鏈》
- 系列中的第二個遊戲，平台是Game Boy Advance ，並分別於2004年11月11日和於2004年12月7日於日本和北美發佈。[7][8]
- 記憶之鏈被視為連結兩集王國之心—《王國之心》和《王國之心 II》的遊戲，其中介紹和預報了下個遊戲的內容、設定等。[9]這個遊戲是以卡牌形式為基礎，玩家有一副卡牌，而每張卡牌允許角色作出相應的行動，例如攻擊和使用魔法。
  - 這個遊戲被重製成PS2遊戲，名為《王國之心 記憶之鏈重製版》，於2007年3月29日作為附帶於《王國之心 II Final Mix》的遊戲。重製版於2008年12月2日於北美發佈。[10][11]

#### 《王國之心 II》
- 遊戲系列的第三個遊戲，平台是PlayStation 2，並被設定於《王國之心 記憶之鏈》劇的一年之後。《王國之心 II》於2005年12月22日於日本發佈，並於2006年9月29日於歐洲和於2006年3月28日於北美發佈。[12][13]
- 遊戲籍無心者和有心者更深入探討心的意思。《王國之心 II》與《王國之心》性質相似，但增加了更多攻擊和反應的指令，並增加了「三角形」按鈕的戰鬥反應指令，玩家只須於適當時機按下三角形按鈕，便可能抵禦敵人攻擊、反擊敵人甚至造成致命傷。
  - 《王國之心 II》後來又被重製成《王國之心 II Final Mix》，Final Mix包括更多改變，例如增加了一些映像和敵人。《王國之心 II Final Mix》是與《王國之心 記憶之鏈重製版》一起發售。這套遊戲被名為《王國之心 II Final Mix +》，並於2007年3月29日於日本發佈。[14]

#### 《王國之心 編碼》
- 系列的第四個遊戲。平台是手提電話P-01A， 並於2008年11月19日於日本推出預先安裝版本，及後自2009年6月3日至2010年1月28日推出共8章的下載版。
- 編碼的時間是設於《王國之心 II》之後，吉米尼回到迪士尼城堡後整理他的旅程記錄，發現旅程記錄中有一段不是他寫下的訊息「我們不得不解除他們的痛苦」，為了調查這段訊息，國王陛下將旅程數字化，加入虛擬的索拉。
  - 這個遊戲後被重製至Nintendo DS，並於2010年10月7日在日本發售，名為《王國之心 Re:編碼》，對遊戲系統、戰鬥系統改良，並加入眾多新要素。

#### 《王國之心 358/2天》
- 系列的第五個遊戲。平台是Nintendo DS並開始發售於2009年3月30日於日本和2009年9月29日於北美。
- 這個遊戲的劇情設定於《王國之心》和《王國之心 II》之間，故事主要圍繞洛克薩斯於XIII機關和他離開機關的動機——追求他想知道的答案。這個遊戲首先於2007年東京電玩展展出。這個遊戲能夠連線對打，《王國之心 358/2天》是系列中首個能夠連線合作完成大部份劇情和關卡以及能夠使用大部份曾於過往王國之心登場的角色的遊戲。[15][16]

#### 《王國之心 夢中降生》
- 系列的第六個遊戲，平台是PlayStation Portable，並於2010年1月9日於日本和2010年9月7日於北美發佈。[17]
- 這個遊戲被設定於《王國之心》的十年前。[18]這個遊戲包含了三個劇情，而每個劇情都集中講述一個角色的故事：泰拉、菲恩圖斯和亞克雅，三位大師艾拉庫斯的學徒。他們起程尋找失蹤的大師賽亞諾特和消滅「無知」來保護每個世界，致使後來的主角——賽亞諾特（即泰拉）和索拉的出現。
  - 2011年1月20日，遊戲於日本被重製和再次出售，名為《王國之心 夢中降生Final Mix》。《夢中降生Final Mix》增加了英語版本和一些新的設定，例如一個秘密的情節。

#### 《王國之心 3D ［夢降深處］》
- 系列的第七個遊戲，平台是Nintendo 3DS。這亦是繼《王國之心 夢中降生》后的另一個主要外傳。
- 在官方正式發佈其全名之前，這個遊戲一直只被稱為「王國之心3D」。[19] 這個遊戲的焦點將會放在索拉和里克上。[19]野村哲也於過往指出這個遊戲會被連接到《王國之心 358/2天》、《王國之心 編碼》和《王國之心 夢中降生》三個遊戲，並且會更類似一個主線劇情遊戲而非外傳。[19][20][21][22] 根據遊戲中的時間序列，這個遊戲緊接《王國之心 編碼》。本作在2012年3月29日於日本推出，北美和歐洲地區於2012年7月份推出。

#### 《王國之心 χ》
- 系列的第八個遊戲。平台是網頁瀏覽器，並在2013年7月18日於日本推出，其在雅虎遊戲、Hangame、GESOTEN及mixi內運營，是系列內第一款基本免費及道具收費制的社交網絡遊戲，及後於2016年9月1日關服。
- 此項目後來作為基礎衍生出Android和iOS平台的《王國之心 Unchained χ》，在2015年9月3日於日本開始運營，在2016年4月7日於美國開始運營，在2016年6月16日於PAL區開始運營。
  - 及後於2017年3月23日更新並更名為《王國之心 Union X》，在2018年1月25日於港澳台開始運營。
  - 及後於2020年6月22日，《王國之心 黑暗之路》推出並合併進《王國之心 Union X》，遊戲更名為《王國之心 Union X 黑暗之路》。

#### 《王國之心 III》
- 系列的第九個遊戲。平台是 PlayStation 4和Xbox One，在2019年1月25日於日本發售[23] 。
- 在一個野村哲也的訪問中，哲也指出他的團隊正忙於其他遊戲設計如《最終幻想XV》，而無暇理會《王國之心 III》。他亦指出他的團隊正在研究提高遊戲的解析度和遊戲的平台技術要求，並相信《王國之心 III》應該會應用在現有的平台上。[24]
- 對於遊戲的故事內容，哲也揭露遊戲將會緊接《王國之心 3D》的情節，並會是《暗之探求者》篇的最後一集故事。
  - 於2020年1月23日發售DLC《王國之心 III Re Mind》。
  - 於2022年2月10日於任天堂Switch上，發售其雲端版遊戲。

#### 《王國之心 記憶旋律》
- 系列的第十個遊戲。是一款節奏遊戲，平台是任天堂Switch、PlayStation 4和Xbox One。 [25]本作是任天堂Switch上發布的第一款《王國之心》遊戲[26]，於2020年11月11日在日本發售，11月13日全球發售。 [27]
- 本作擁有140首歌曲，玩家將乘坐Gummi船前往各個舞台，遊戲玩法與《最終幻想 節奏劇場》類似。 [25][26][28]《記憶旋律》延續了《王國之心 III》結尾中凱莉的故事，野村表示《王國之心 III Re Mind》的標題畫面為其奠定了「部分基礎」。 [29]

### 合集

#### 《王國之心 HD I.5 ReMIX》
- 一個將原本在PlayStation 2的遊戲《王國之心》與《王國之心 記憶之鏈》混合後的高解析移植到PlayStation 3的版本。同時也重新翻拍加入原本任天堂DS的遊戲《王國之心 358/2天》的一些動畫。做為3個作品集結後的高解析版本。本作在2013年3月14日於日本正式發佈。[30]

#### 《王國之心 HD II.5 ReMIX》
- 类似HD I.5 Remix，是一個將原本在PlayStation 2的遊戲《王國之心 II》，PlayStation Portable的《王國之心 夢中降生》與任天堂DS的《王國之心 Re:coded》一同以高解析移植到PlayStation 3的版本。本作在2014年10月2日於日本正式發售，北美与欧洲的发售日期则分别是2014年12月2日与同年12月5日。

#### 《王國之心 HD II.8 Final Chapter Prologue》
- 一个将原本在任天堂3DS的游戏《王国之心 3D ［梦降深处］》，以網頁遊戲《王国之心 χ》為基礎的全新作品《χ Back Cover》，与衔接PlayStation Portable的《王國之心 夢中降生》之后发生的《王國之心 0.2 夢中降生-失落篇章-》一同以高解析移植到PlayStation 4的版本。本作在2017年1月12日於日本发售。

### 未來計劃
- 《王國之心 IV》，平台未知。

### 其他遊戲

#### 《王國之心》
- 由威訊無線的寬頻服務V CAST開發的名為《王國之心》的遊戲，於2004年10月1日在日本發行，2005年2月4日在美國發行。 [31]它是V CAST服務的首發遊戲之一。 [32]這款遊戲由Superscape開發，迪士尼移動發行，史克威爾艾尼克斯沒有參與，遊戲的玩法類似於第一款《王國之心》遊戲，被修改至適合於手機平台。 [33]遊戲的故事情節是索拉努力從梅爾菲森特的魔法所引起的噩夢中解脫出來。系列總監野村哲也指此作品不算作系列作之一[34]。

#### 《王國之心手提》
- 是一個以「王國之心」為名的網絡遊戲，玩家可以與其他玩家一起玩迷你遊戲。与V CAST版《王國之心》和《王國之心 編碼》不同，这款游戏没有故事情节，更注重社交。這個遊戲會與《王國之心 編碼》連線，且這功能能夠協助玩家於《王國之心手提》解開新的服飾和人物。當一個玩家完成一個《王國之心 編碼》的章節，新的王國之心相關商品如壁紙、鈴聲、圖像和其他物品便能夠透過手提電話購買和下載。

#### 《王國之心 VR體驗》
- 2019年1月23日發布，PS4平台（需要PS VR設備），是以虛擬實境音樂短片作為形式的作品。後於2019年7月25日推出第二彈更新內容。

#### 《王國之心 Missing-Link》
- 原定2024年推出的智慧型手機（iOS/Android）定位情報遊戲，但官方於2025年5月14日宣布終止開發。

## 遊戲的時間序
系列作品是發生在同一個世界觀下的故事，以下列表以發生的時間來排序。

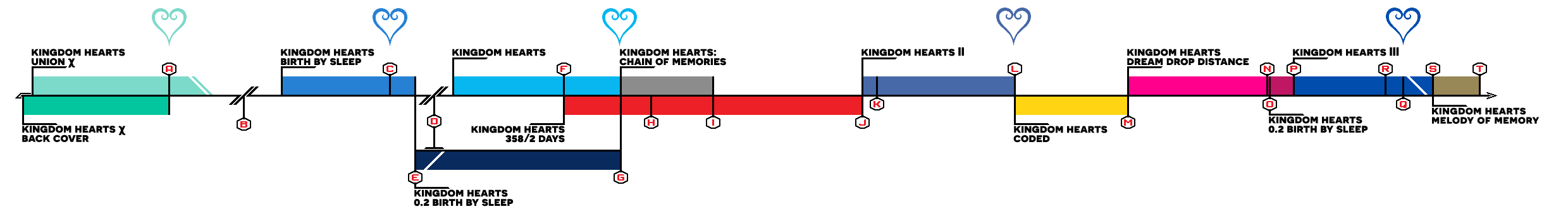
王國之心時間序

| 作品                                          | 發售日期       | 時間點                                                                | 劇情                                                                           | 收錄合集                                    |
| --------------------------------------------- | -------------- | --------------------------------------------------------------------- | ------------------------------------------------------------------------------ | ------------------------------------------- |
| 《王國之心 χ》                                | 2013年7月18日  | 《王國之心 夢中降生》的100多年前                                      | 講述鑰刃戰爭時期所發生的故事                                                   |                                             |
| 《王國之心 χ Back Cover》                     | 2017年1月12日  | 與《王國之心 χ》同步發生                                              | 以預知者的角度講述鑰刃戰爭的故事                                               | 《王國之心 HD II.8 Final Chapter Prologue》 |
| 《王國之心 Unchained χ》/《王國之心 Union X》 | 2015年9月3日   | 緊接《王國之心 χ》                                                    | 講述舊世界剛被鑰刃戰爭毀滅後的故事                                             |                                             |
| 《王國之心 黑暗之路》                         | 2020年6月22日  | 《王國之心 夢中降生》的70多年前                                       | 講述賽亞諾特年輕時期的故事                                                     |                                             |
| 《王國之心 夢中降生》                         | 2010年1月9日   | 《王國之心》的10年前                                                  | 講述泰拉、菲恩圖斯和亞克雅尋找失蹤的大師賽亞諾特的故事                         | 《王國之心 HD II.5 ReMIX》                  |
| 《王國之心 0.2 夢中降生-失落篇章-》           | 2017年1月12日  | 緊接《王國之心 夢中降生》                                             | 講述亞克雅在暗之世界所經歷的故事                                               | 《王國之心 HD II.8 Final Chapter Prologue》 |
| 《王國之心》                                  | 2002年3月28日  | 與《王國之心 0.2 夢中降生-失落篇章-》同步發生                         | 王國之心系列的首個遊戲，講述索拉前往冒險的故事                                 | 《王國之心 HD I.5 ReMIX》                   |
| 《王國之心 記憶之鏈》                         | 2004年11月11日 | 緊接《王國之心》                                                      | 講述索拉和里克在忘卻之城的故事                                                 | 《王國之心 HD I.5 ReMIX》                   |
| 《王國之心 358/2天》                          | 2009年3月30日  | 《王國之心》至《王國之心 II》的1年間，與《王國之心 記憶之鏈》同步發生 | 講述洛克薩斯身處XIII機關的故事                                                 | 《王國之心 HD I.5 ReMIX》                   |
| 《王國之心 II》                               | 2005年12月22日 | 緊接《王國之心 358/2 Days》，《王國之心》後1年                        | 講述索拉冒險的故事                                                             | 《王國之心 HD II.5 ReMIX》                  |
| 《王國之心 編碼》                             | 2009年6月3日   | 緊接《王國之心 II》                                                   | 在索拉未收到國王米奇的信之前發生，講述國王米奇在數據世界解決旅程記錄問題的故事 | 《王國之心 HD II.5 ReMIX》                  |
| 《王國之心 3D ［夢降深處］》                  | 2012年3月29日  | 緊接《王國之心 編碼》                                                 | 講述索拉和里克在沉睡的世界參加鑰刀大師考試的故事                               | 《王國之心 HD II.8 Final Chapter Prologue》 |
| 《王國之心 III》                              | 2019年1月25日  | 緊接《王國之心 3D ［夢降深處］》                                      | 講述索拉冒險的故事                                                             |                                             |
| 《王國之心 記憶旋律》                         | 2020年11月11日 | 緊接《王國之心 III》                                                  | 發生在DLC《王國之心 III Re Mind》後，講述凱莉在沉睡的世界所經歷的故事          |                                             |
| 《王國之心 IV》                               | 未發售         | 緊接《王國之心 記憶旋律》                                             |                                                                                |                                             |

## 共同元素

### 遊戲中登場的迪士尼及史克威爾艾尼克斯公司的作品
以下以作品年份排列。
迪士尼作品中，有世界登場的話以W表示，只有人物登場以C表示，沒登場會表示×。
FF等的史克威爾艾尼克斯作品全部只有人物登場，有登場為○、沒登場為×。

## 音樂
系列主題曲一貫是由宇多田光獻唱，主題曲在日版會使用日文歌詞，在海外版和Final Mix版則會使用英文歌詞。遊戲中的背景音樂是由下村陽子負責（在《夢中降生》之後，關戶剛及石元丈晴則作為輔佐來參與一部分的制作），而且遊戲內的管弦樂演奏是由和田薰所負責。

### 主題曲
| 主題曲            |                       | | |
| 主題曲            | 英語版                | 系列作品                                                                                                  | 詳細 |
| 《光》            | 《Simple And Clean》  | 《王國之心》 《王國之心 記憶之鏈》 《王國之心 記憶之鏈重製版》 《王國之心 夢中降生》 《王國之心 Re:編碼》 | 《Simple And Clean》︰ 《王國之心Final Mix》 《王國之心 夢中降生Final Mix》 《光 -Ray of Hope MIX-》： 《王國之心 0.2 夢中降生-失落篇章-》 |
| 《Passion》       | 《Sanctuary》         | 《王國之心 II》 《王國之心 358/2天》 《王國之心 3D ［夢降深處］》                                         | 《Sanctuary》︰ 《王國之心 II Final Mix》                                                                                                  |
| 《Face My Fears》 | /                     | 《王國之心 III》                                                                                          | / |
| 《誓言》          | 《Don't Think Twice》 | 《王國之心 III》                                                                                          | / |

### 原聲音樂・相關CD
- 《Kingdom Hearts Original Soundtrack》（キングダム ハーツ オリジナルサウンドトラック）
- 《Kingdom Hearts II Original Soundtrack》（キングダム ハーツII オリジナルサウンドトラック）
- 《王国之心原声大碟 Complete》（KINGDOM HEARTS Original Soundtrack COMPLETE）
- 《KINGDOM HEARTS Birth by Sleep & 358/2 Days Original Soundtrack》（KINGDOM HEARTS Birth by Sleep & 358/2 Days オリジナル・サウンドトラック）
- 《KINGDOM HEARTS Dream Drop Distance Original Soundtrack》（KINGDOM HEARTS Dream Drop Distance オリジナル・サウンドトラック）
- 《KINGDOM HEARTS 10th Anniversary FAN SELECTION -Melodies & Memories-》
- 《Piano Collections KINGDOM HEARTS》
- 《Piano Collections KINGDOM HEARTS Field & Battle》
- 《drammatica -The Very Best of Yoko Shimomura-》
- 《KINGDOM HEARTS HD 1.5 ReMIX Original Soundtrack》
- 《KINGDOM HEARTS HD 2.5 ReMIX Original Soundtrack》
- 《KINGDOM HEARTS -III, II.8, Unchained χ ＆ Union χ [Cross]- Original Soundtrack》

## 世界觀

### 世界／星（Relam／Worlds／Stars）
王國之心系列的世界觀是類似一個外太空的空間，在當中存在著許多各自不同的世界。這些世界都是根據迪士尼的動畫和電影，以及史克威爾艾尼克斯的遊戲而創作的，這個空間被稱作「星之大海」或者「異空之海」，因應其物理法則的不同，人們通常以「光之世界」、「暗之世界」和「夾縫世界」來區分不同種類的世界。
光之世界
主角們冒險的主要世界，生命大多居住於這裡，各個世界以前是緊緊連接在一起的，但人們為了爭奪光明，由此爆發了一場圍繞王國之心的浩大戰爭，所有人都被捲進去，結果世界被黑暗所籠罩和分割，僅存的世界為了不再爆發戰爭，用光之壁將自己包圍，令各個世界没有任何通道來往，因此後來需要積木船或暗之回廊來往各個世界。
暗之世界
“王國之心”大門另一邊的世界，無心者形成時心的去處。當光之世界的心被無心者吞噬而毀滅之後，世界的小部分住民能通過暗廊來到夾縫世界，《王國之心 I》中在命運島的索拉也是透過此途徑來到交叉鎮的。
夾縫世界
《王國之心 記憶之鏈》開始出現的名詞，由古代毀滅的舊世界碎片所構成，存在於光之世界和暗之世間之間，用以平衡光暗兩個世界的能量，譬如中《王國之心 I》的交叉鎮、《王國之心 記憶之鏈》的忘卻之城、《王國之心 II》的黃昏鎮、不曾存在的世界等都屬於夾縫世界。
數據世界
《王國之心 編碼》中，吉米尼回到迪士尼城堡後整理他的旅程日記，發現旅程記錄中有一段不是他寫下的訊息「我們不得不解除他們的痛苦」，為了調查這段訊息，國王陛下將日記數字化成一個虛擬世界。
沉睡的世界
或稱「夢之世界」，《王國之心 3D ［夢降深處］》開始出現的名詞，《王國之心 I》中，索拉把王國之心解放，令失去心的世界再生，但仍有一些世界再生不完全，陷入沉睡中，裡面有大量食夢者存在。夢與夢是互相連接的，要進入沉睡的世界，必須與世界一起進入沉睡，由此進去世界的夢中，由夢來進入解開被封閉在沉睡的世界。

### 「門」與「钥匙孔」
就像人有思想一样，所有的生命都有思想，世界也不例外。各个世界的心灵都有「门」和「钥匙孔」的保护，每个世界的门（钥匙孔）通常是关闭的，钥匙孔本身通常是看不见的（但小时候的里克可以看到命运岛的钥匙孔）。当钥匙孔打开（门打开）时，保护世界的墙壁就会倒塌，有可能招来外界的危险。

### 鑰刃戰爭
《王國之心 χ》時代發生的戰爭，鑰刃使用者因互相懷疑和爭奪光明而開始的戰爭，最後舊世界所有生命被黑暗所吞噬，王國之心亦被黑暗所覆蓋。

## 主要用語

### 心（Hearts）
所有生命都是由肉體、靈魂和心三種元素組成的，世界和人也是有心的，失去了靈魂的生命就會死亡，失去心的生命就會變成無形者。

### 王國之心（Kingdom Hearts）
或稱「世界的中心」、「偉大的心」，各系列遊戲中並沒有詳細解釋王國之心，所以是遊戲中的一個謎團，一般認為王國之心是「心的集合體」。在神話時代，王國之心是恩惠著世界，令世界被光明所充斥着。在《王國之心 3D ［夢降深處］》說明，由於人們爭奪王國之心，守護王國之心的χ刃分裂成七道純粹之光和十三道純粹之暗的碎片，王國之心自此被黑暗所覆蓋。由於失去王國之心，世界被黑暗漸漸吞噬，形成現在各個世界分裂的模樣。
系列中的「王國之心」主要分成兩種——「自然的王國之心」及「人工的王國之心」。
人工的王國之心
- 世界之心的集合體

《王國之心 I》的無心者安森追求的王國之心是世界的心匯合體，他透過無心者吞噬世界之心，使世界之心墮入暗之世界並聚集起來，再透過七位光之公主的力量打開最終鍵穴，由此到達暗之扉所存在的「世界的盡頭」，從而奪取這王國之心。
- 人之心的集合體

《王國之心 II》的XIII機關追求的王國之心是人的心匯合體，正常而言，無心者被鑰刃消滅後，心會回歸原來的地方，機關透過索拉用鑰刃消滅無心者，將無心者中釋放出來的心儲存成王國之心。
自然的王國之心
《王國之心 夢中降生》中的王國之心是透過純粹的光和純粹的暗互相平衡和合體，再次組成X刃，召喚出古代完整的王國之心，即是真正的王國之心，神話時代的王國之心。
《王國之心 3D ［夢降深處］》中，賽亞諾特（Xeharont）最終希望得到的王國之心是七道純粹之光和十三道純粹之暗所組成的X刃，所召喚出來的、完整的、神話時代的王國之心。

### 鑰刃（Keyblade）
或譯鍵刃，是被選者擁有的武器。普通人要成為鑰刃的持有者必需要有「堅強的心靈」，並由鑰刃大師（keyblade master）進行繼承儀式，最後由鑰刃自己選擇主人。
鑰刃能夠打開及關閉任何的鎖，即使被他人搶走，也能因召喚而回到召喚者。而傳說中的χ刃更是多位英雄想獲得的。
世界之心的鑰刃
- 光之世界的鑰刃：可以封印通往世界之心大門和釋放無心者的心的鑰刃，使用者如：索拉、米奇。
- 暗之世界的鑰刃：可以奪走生物的心的鑰刃，使其變成無心者，使用者如賽亞諾特大師。

人之心的鑰刃
χ刃
《王國之心 3D ［夢降深處］》中說明，鑰刃是以χ刃為原型所制造出來，而人們以鑰刃作武器，搶奪光明，使世界被黑暗漸漸吞噬，後來展開了鑰刃大戰。

### 敵人
無心者（Heartless）
或稱「無心之物」，王國之心系列的主要敵人，從很久以前就一直存在於各個世界，所有生命被奪去心後，心中的暗會具現化，形成無心者。各種無心者也有不同形態、能力、技術、裝備、生命等。搶奪心並有增殖能力。野生的無心者智商幾乎為0。正常而言，被鑰刃打倒後，無心者的心會被釋放。無心者是一種沒有心的“生物”，根據安森的报告（Ansem's Report），它們只會按照本能行動——即奪取其他生物的心，它們的最终目的是奪取星的心。
- 純血種：脆弱的心被自己的“暗”吞沒生成的無心者，身上沒有紋章。
- 紋章種：人工制造出的無心者，身上有“無心”標誌，遊戲中稱作“Emblem”，即紋章。但是即使是人工造出的無心者，他們也不會服從任何命令。沒有心的生命只能順從自己的本能行動。

無形者（Nobody）
或稱「不應存在的存在」、「空殼」，《王國之心 II》出現的敵人。心陷入暗之世界後，剩下的肉體和靈魂會離開光之世界，在夾縫世界以新姿態出現，但這種存在既不屬於光之世界，也不屬於暗之世界，無形者和無心者的本能不同，無形者會聽從更高一級的無形者指示。
- XIII機關

如果一個擁有堅強的心的人，心離開肉體和靈魂後形成的無形者，仍然會保人的意識和模樣，樣子和原來會有所變化，但會保留部分身為人的時候的記憶。XIII機關是由13（不包括希恩）位無形者組成的組織。組織目的是获得由被夺取的心所汇集形成的「王国之心」，而令組織成員不再「無心」。所有組織成员都穿着黑色的拉鏈外套，一般會以頭套遮臉，極少露出自己的容貌。組織根據成員的級數設定椅子的高度。他們的基地位於「不曾存在的世界」。XIII機關能操縱無形者。
無知者（Unversed）
正名是「未精通生命之物」，《王國之心 夢中降生》主要敵人，據說在蒙面少年出現的世界就會出現這種生物，它們有不同種類，各種種類表達著不同的負面感情，它們會因人的負面感情而召喚到來，到世界到處搗亂，阻礙三位主角的行動，目的不明。

最終發現是瓦尼塔斯由自身感情分裂出來的生物，被打倒後只會回到瓦尼塔斯體內，由此循環使用。
食夢者（Dream Eater）
《王國之心 3D ［夢降深處］》主要夥伴與敵人，由於沉睡的世界無法通往，連無心者也無法侵入，但沉睡中的世界也有黑暗代表相應的存在，就是食夢者。
- 妖精：專吃惡夢，善良的食夢者，名為「妖精」（Spirit），玩家可以使用作攻擊，並可飼養。
- 夢魘：侵食沉睡的世界的魔物並植入惡夢的邪惡食夢者，名為「夢魘」（Nightmare）。

### 光之公主
或稱「公主」，七個內心不存在黑暗、只存在光明的女性，在《王國之心 3D ［夢降深處］》中指她們可以稱上是失去「王國之心」的這個世界，根源般的存在。

### 移動手段
積木
索拉和他的朋友們用來作為交通工具飛往世界各地的船。
暗之迴廊
黑暗之力創造的連接世界的通道。
異空之迴廊
這是一條平時不能走的禁路。
鑰刃騎手
一種將鑰刃變身為車輛的技巧。
星之碎片
就是後來所說的積木。
時間移動
在《王國之心 3D ［夢降深處］》中透露的穿越時間的手段。

### 作品外用語
賽亞諾特篇
或稱「暗之探求者篇」，總監野村哲也用以統稱《王國之心 I》至《王國之心 III》的故事，他解釋這些故事都是以賽亞諾特這個人物為中心的篇章。
Lost Masters篇
《王國之心 III》之後的故事。

## 漫畫・小說
漫畫

作者為天野白。
| 漫畫一覧            |                                        |         |
| 標題                | 連載及出版社                           | 卷數    |
| 王國之心            | 法米通PS2連載 enterbrain出版，現已絕版 | 全4卷   |
| 王國之心 FINAL MIX  | 由史克威爾艾尼克斯出版的新裝版         | 全3卷   |
| 王國之心 記憶之鏈   | 月刊少年GANGAN連載                     | 全2卷   |
| 王國之心 II         | 月刊少年GANGAN連載                     | 全10卷  |
| 王國之心 358/2 Days | 月刊少年GANGAN連載                     | 全5卷   |
| 王國之心 III        | GANGAN ONLINE連載                      | 已刊3卷 |

小說

作者為金卷朋子，作畫為天野白。
| 小說一覧                         |                  |                                                                                                 |
| 標題                             | 卷數             | 詳細                                                                                            |
| 王國之心                         | 全2卷            | 上卷 下卷                                                                                       |
| 王國之心 記憶之鏈                | 全3卷            | 《索拉篇》上 《索拉篇》下 《Reverse/Rebirth》里克篇                                             |
| 王國之心 II                      | 全4巻，短編全2卷 | 第一卷 洛克萨斯的七日 第二卷 黄昏镇的毁灭 第三卷 无形者的泪水 第四卷 圣歌-重逢/亚克赛尔最后一战 |
| 王國之心 358/2 Days              | 全3卷            | 第一卷 第十四 第二卷 去大海 第三卷 希恩的七日                                                   |
| 王國之心 Re:編碼                 | 全1卷            |                                                                                                 |
| 王國之心 夢中降生                | 全3卷            | 第一卷 奇怪的东西 第二卷 最好的朋友 第三卷 向未来                                               |
| 王國之心 3D: Dream Drop Distance | 全2卷            | 索拉 里克                                                                                       |
| 王國之心 χ                       | 全1卷            | 你与钥刃的故事                                                                                  |
| 王國之心 III                     | 全3卷            | 第一卷 重新开始！ 第二卷 新的7颗光明之心 第三卷 请再提醒我                                      |